# De Havilland Spectre
Il de Havilland Spectre era un motore a razzo prodotto dall'azienda britannica de Havilland Engine Company negli anni cinquanta. 
Esso fu uno degli elementi realizzati per gli apparati propulsori misti a razzo e getto previsti per gli intercettori della RAF Saunders-Roe SR.53 ed SR.177 rimasti allo stadio sperimentale. Fu anche scelto da Sergio Stefanutti per il suo progetto di intercettore Aerfer Leone. Era un motore che bruciava kerosene e perossido di idrogeno (acqua ossigenata). La spinta poteva essere controllata dal 10 al 100% raggiungendo le 8 000 lbf (35,6 kN) di spinta alla potenza massima. Il motore poteva anche essere avviato e spento più volte durante il volo.